# Кнодара
Кно̀дара (на гръцки: Κνώδαρα; на турски: Gönendere) е село в Кипър, окръг Фамагуста. Според статистическата служба на Северен Кипър през 2011 г. селото има 389 жители.
Де факто е под контрола на непризнатата Севернокипърска турска република.